# Тихоокеанская система высот
Тихоокеа́нская систе́ма высо́т (ТО) — устаревшая местная система нормальных высот.
По состоянию на начало 2020 года всё ещё используется для некоторых работ в Восточной Сибири, в частности, для отсчёта высоты над уровнем моря уреза воды озера Байкал.

## История
В 1901—1906 году российский военный геодезист Александров провёл геометрическое нивелирование вдоль Транссибирской магистрали от Байкала до Челябинска, а в 1909—1911 годах в обратном направлении — от Челябинска до Ачинска. Всего в обоих направлениях было проложено 3600 километров ходов. Общее окончание работ по нивелированию Трансcиба произошло лишь в 1928 году во Владивостоке. По итогам этих работ был выпущен «Временный каталог высот Сибирских нивелировок, произведённых Военно-Топографическим Управлением с 1901 по 1928 годы».
В 1933 году в СССР проведено второе (после 1894 года) уравнивание нивелирной сети страны. К этому времени уже имелась нивелирная связь Европейской (Балтийской) системы с Владивостоком, однако обнаружилось расхождение в 1,873 м на стыке Европейской и Сибирской нивелировок. По этой причине в 1934 году было принято решение оставить для Восточной Сибири Тихоокеанскую систему высот.
Граница систем высот находилась примерно на 96° в. д. — к западу от меридиана счёт высот вёлся от нуля Кронштадтского футштока, к востоку — от нуля Владивостокского футштока. Кроме того, в некоторых районах восточной части СССР счёт высот вёлся от уровня Охотского моря — футштока в Магадане.
С тех пор (по некоторым данным — с 1940-х годов) уравнивание Тихоокеанской системы более не проводилось. Разница с Балтийской системой высот 1977 года (БС 77) в районе Байкала составляет около 0,5 м.

## Значение
Тихоокеанская система высот имеет большое значение в современном мире, так как именно в этой системе высот установлен уровень воды (предельные значения высотной отметки уреза) озера Байкал. При строительстве Иркутской ГЭС были использованы реперы Кругобайкальской дороги.
Вот что говорит о последствиях такой ситуации директор ФГУП «Центр Российского регистра гидротехнических сооружений и Государственного водного кадастра» Федерального агентства водных ресурсов С. Е. Беднарук:

В 20-30-х г. XX в., то есть в период проведения изыскательских работ, в бассейне р. Ангары и оз. Байкала из-за недостаточной развитости нивелирной сети использовались несколько местных систем высот, в том числе и имеющая неофициальное название — «Тихоокеанская система» (ТО). Официальной с 30-х гг. являлась система высот «Балтийского моря» (БМ). В послевоенные годы в связи с принятием постановления Совета Министров СССР от 07.04.1946 г. № 760 «О введении единой системы геодезических координат и высот на территории СССР» были начаты работы по перевычислению высот нивелирной сети в единую систему с исходным уровнем высот — Балтийским морем. В настоящее время на всей территории России действует государственная Балтийская система нормальных высот 1977 года.
При проектировании и строительстве Иркутской ГЭС использовались высотные отметки именно в так называемой «Тихоокеанской системе», полученные от реперов, установленных в период строительства Кругобайкальского участка Восточно-Сибирской железной дороги, построенной в 1897—1904 годы. Хотя, по некоторым данным, уже при строительстве гидроузла посты, как в его верхнем, так и в нижнем бьефах, были привязаны к Балтийской системе высот.Скрытый блок Проводившиеся в 50-х и в 70-х гг. XX в. работы по переводу нулей графиков всех водомерных постов на Байкале к системе БС так и не были завершены. При этом нули графиков постов собственно на р. Ангаре сегодня привязаны к системе БС, один из водпостов на оз. Байкале — к системе ТО, а почти десяток остальных — в «неких» абсолютных отметках, вероятно близких к системе БМ. Управление режимом уровней озера ведется на основании «средней» отметки, получаемой расчетом по формуле, включающей данные указанных выше постов. По сегодняшний день при управлении режимами Байкала и Иркутского водохранилища используются отметки уровней воды в «Тихоокеанской системе» высот, получаемые службами Росгидромета путем сомнительных пересчетов, в том числе, по Ангарской части, и из действующей государственной системы высот! Но при моделировании системы и выполнении расчетов для управления режимами водохранилищ эти, казалось бы, несущественные упражнения с сантиметрами приводят к парадоксальным, неправдоподобным результатам. Так, при переводе проектной гидравлической характеристики речного участка водохранилища из одной системы высот в другую, расходы воды до 1500 м³/с от озера до Иркутского гидроузла проходят… против уклона водной поверхности, то есть «в гору»! Мало того, при расчетах выработки электроэнергии по указанным «измеренным по факту» отметкам верхнего и нижнего бьефов в системе ТО получается, что коэффициент полезного действия агрегатов ГЭС должен превышать… 100 %! Вот вам и вечный двигатель, и опровержение фундаментальных законов всемирного тяготения и сохранения энергии!
А основной вывод здесь таков: на самом деле, мы сегодня не знаем, ни каков реально уровень Байкала, ни тем более как он соответствует либо не соответствует постановлению № 234, которое, как Вы, наверно, уже поняли, само сформулировано в несуществующей системе высот и реально его исполнение не может быть проконтролировано.— http://www.priroda.ru/news/detail.php?ID=8620